# Fruktsuppe
Fruktsuppe é a sopa de frutas norueguesa, típica do inverno e, em muitos casos, da Ceia de Natal. 
A “sopa” é preparada cozendo em água com açúcar, tapioca e canela em pau, ameixas secas, sem caroço e cortadas em pedaços, passas de uva, laranja e limão cortados em fatias finas, mas sem lhes tirar as cascas e damascos secos. No dia seguinte, juntam-se maçãs cortadas em fatias finas, mas com a casca, com um pouco de água e, quando as maçãs estiverem cozidas, cerejas ou ginjas em xarope.
A sopa é normalmente servida quente, mas também pode ser servida fria com um pouco de iogurte ou gelado de baunilha.